# 東京二期会
公益財団法人東京二期会（とうきょうにきかい）は、日本の公益財団法人。文化及び芸術の振興を目的とする事業を行っている。1952年に結成された声楽家団体『二期会』をルーツとする。法人としての設立は1977年で、当時は財団法人二期会オペラ振興会。

## 概要
声楽家団体としての二期会は1952年に結成された。法人としての東京二期会は文部大臣の認可を受け、1977年に財団法人二期会オペラ振興会として設立された。二期会は2005年9月に解散したため、声楽家団体としての二期会の会員は声楽会員として財団法人東京二期会（2005年9月に改称）へ所属することとなった。内閣総理大臣の認定により、2011年に公益財団法人に認定された。
各地にある二期会（北海道二期会、名古屋二期会、関西二期会、中国二期会、四国二期会、大分二期会）はルーツを共にする。
1955年に研修制度として始まって以来のオペラ歌手を養成する、「二期会オペラ研修所」を有している。

## 事業内容
以下は定款による。
1. オペラ公演
2. 演奏会及び研修講座等の開催
3. 声楽家、オペラ歌手、合唱団の育成
4. その他これらの目的を達成するために必要な事業

## 沿革
- 1952年 - 「二期会」（声楽家団体）創立
- 1953年 - ヴェルディ『オテロ』[5]毎日音楽賞・第6回伊庭歌劇賞受賞
- 1955年 - 人材育成を目的として研究生制度が発足（現・二期会オペラ研修所）
- 1956年 - ブリテン『ピーター・グライムズ』[6]日本初演・毎日音楽賞受賞
- 1967年 - ワーグナー『パルジファル』[7]日本初演・第9回毎日芸術賞受賞
- 1968年 - 初の海外公演（於・ロスアンジェルス）清水脩『聟選び』世界初演
- 1969年 - ワーグナー『ラインの黄金』[8]日本初演・芸術選奨文部大臣賞受賞、ヨハン・シュトラウス『こうもり』[9]、モーツァルト『魔笛』[10]芸術選奨文部大臣賞受賞
- 1974年 - グルック『オルフォイス』[11]毎日芸術賞受賞
- 1977年 - 「財団法人二期会オペラ振興会」設立
- 1980年 - 第10回モービル音楽賞受賞（洋楽部門）、「財団法人二期会オペラ振興会」大蔵省（現・財務省）から特定公益増進法人に認定
- 1995年 - プッチーニの三部作『外套』『修道女アンジェリカ』『ジャンニ・スキッキ』[12]三菱信託音楽賞受賞
- 2002年 - ワーグナー『ニュルンベルクのマイスタージンガー』ベルギー王立モネ劇場/初の海外歌劇場との提携公演[13]
- 2003年 - リヒャルト・シュトラウス『ばらの騎士』ドイツ・ケルン市立歌劇場/初の海外歌劇場との共同制作[14]、ベルク『ルル』全三幕版（日生劇場共催）[15]第16回ミュージック・ペンクラブ音楽賞（クラシック部門）受賞
- 2005年 - ヤナーチェク『イェヌーファ』ベルリン・コーミッシェ・オーパーとの共同制作[16]/三菱信託音楽賞受賞、「財団法人二期会オペラ振興会」を「財団法人東京二期会」へ登記変更
- 2006年 - モーツァルト『コジ・ファン・トゥッテ』[17]第61回文化庁芸術祭音楽部門大賞受賞
- 2010年 - 内閣総理大臣から公益認定を受け「財団法人東京二期会」を「公益財団法人東京二期会」へ登記変更
- 2012年 - 日生劇場開場50周年記念特別公演・読売日本交響楽団創立50周年記念事業、二期会創立60周年記念公演　アリベルト・ライマン『メデア』オペラ全2部(日本初演)（11月）[18]平成24年度(第67回)文化庁芸術祭において芸術祭賞（音楽部門）「大賞」受賞
- 2013年 - A.ライマン『リア』を日本初演[19]

## 声楽会員組織「二期会」
声楽会員組織「二期会」は組織内の一部署となっている。会員はオーディションを経て登録され、名誉会員、正会員、準会員で構成されている。（2021年7月1日現在、名誉会員4名、正会員2,317名、準会員429名。合計で2,750名）。
会員のマネージメントは「株式会社二期会21」が行っている。

### 二期会合唱団
オペラ公演の際に会員を中心とした合唱団が組織される。人数もメンバーも不定だが、正会員や準会員、研修生の成績優秀者などから選抜されるため、その実力は日本の合唱を代表するレベルにあり、特にオペラ公演に於ける統率のとれた動きや演技についてはヨーロッパで合唱団の演出指導をした経験者からも「日本の合唱団は世界最高レベルにある」と高く評価されている。

### 二期会マイスタージンガー
不定期に編成されるダブル・カルテット。リーダーは松本宰二（バリトン）。現時点での二期会アンサンブルユニットの中ではもっとも歴史があり、メンバーは毎年選抜されるがいずれも二期会オペラ公演のタイトルロールを演じる実力のある歌手が揃えられている。（マイスタージンガーとはドイツ語で「名歌手」の意味）

### クリスターレ☆
オーディションによって選抜され、2010年1月6日にお披露目コンサートを行った四人のソプラノ・ヴォーカル・ユニット。メンバーは小沢祐美子、辛島小恵、鷲尾麻衣、平田由希。メンバーの留学、出産などのため、2012年から活動休止中。

### 二期会デジタリリカ
2013年に結成。彌勒忠史（みろくただし）率いるオペラ歌手の声と最先端の電子楽器の音を融合させたステージを展開する新しい形態のユニット。Digitalyrica（デジタリリカ）は“Digital”と“Lyric”をつなげた造語。
メンバーは以下の五名。
- 全詠玉（ちょんよんおぎ・ソプラノ）：二期会オペラ研修所第55期マスタークラス修了。修了時に成績優秀者として奨励賞及び優秀賞受賞。
- 高田正人（テノール）：二期会オペラ研修所第48期マスタークラス修了。修了時に成績優秀者として奨励賞及び優秀賞受賞。
- 井上雅人（バリトン）：二期会オペラ研修所第50期マスタークラス修了。修了時に成績優秀者として最優秀賞と川崎静子賞受賞。
- 彌勒忠史（カウンターテナー・演出・構成）：カウンターテナーとして平成24年度（第63回）芸術選奨文部科学大臣新人賞受賞[30]
- 清水のりこ（エレクトーン）

### その他のユニット
- 千駄ヶ谷スタイル
- The JADE[31]
- IL DEVU[32]